# Wahlen in Palau 2008
Die Wahlen in Palau (General elections) wurden am 4. November 2008 im pazifischen Inselstaat Palau durchgeführt um den Präsidenten und den Olbiil Era Kelulau (National Congress) zu wählen. Johnson Toribiong konnte die Präsidentschaftswahlen für sich gewinnen. Der Amtsinhaber, Präsident Thomas Remengesau Jr., stand nicht mehr zur Wahl, da er das Maximum von zwei aufeinanderfolgenden Amtszeiten erfüllt hatte. Er kündigte an, dass er für den Senat kandidieren würde.
In diesen Wahlen traten die Präsidentschaftskandidaten erstmals gemeinsam mit einem Vizepräsidenten-Kandidaten an. In den früheren Wahlen waren Präsident und Vizepräsident getrennt gewählt worden und die Gewinner dieser Wahlen dienten gemeinsam als „national leadership team“.

## Präsidentschaftskandidaten
Die Vorwahlen wurden am 23. September durchgeführt. Zwei Kandidaten aus den Vorwahlen wurden zur General Election im November zugelassen. Vier Kandidaten hatten sich für die Vorwahlen aufstellen lassen:
- Elias Camsek Chin, der amtierende Vizepräsident. Sein Running Mate war Senator Alan R. Seid.[1]
- Johnson Toribiong, Botschafter für die Republik China (Taiwan), zusammen mit Delegate Kerai Mariur.[1]
- Surangel S. Whipps, Präsident des Senats mit Billy Kuartei, dem Chief of Staff für Präsident Remengesau.[1]
- Joshua Koshiba, Senator mit dem Gouverneur von Peleliu Jackson Ngiraingas.[1]

## Wahlkampf
Alle vier Präsidentschaftskandidaten und ihre Running Mates veranstalteten Wahlkampfparties in Palau. Wahlkampf wurde auch in den Übersee-Gemeinschaften der Palauer in den Vereinigten Staaten, Hawaii, Guam und den Nördlichen Marianen betrieben.
43 Kandidaten hatten sich für die dreizehn Sitze im Senat beworben, während 44 Kandidaten für die sechzehn Sitze im House of Delegates antraten. Ein Rekord wurde erzielt, weil zehn Frauen für Sitze im Senat und im House of Delegates antraten, wovon sieben Frauen für die At-large-Wahlen im Senat antraten.

## Ergebnisse

### Präsident
Elias Chin und Johnson Toribiong waren die Gewinner der Vorwahlen. Chin und Toribiong standen sich dann in der General Election gegenüber. Bereits früh wurde deutlich, dass Toribiong mit einem Vorsprung von 130 Stimmen die Wahl gegen Chin gewann, mit 1.629 Stimmen gegen Chins 1.499. Toribiong und sein Running Mate, Kerai Mariur, wurden am 7. November zu Wahlsiegern erklärt. Berichten zufolge erhielt Toribiong einen Gratulationsanruf von Vizepräsident Chin.
| Elias Camsek Chin                 |                                   | Alan Seid          |  | 3.027 | 56,49 | 4.828  | 48.93 |  |  |  |  |  |  |
| Johnson Toribiong                 |                                   | Kerai Mariur       |  | 2.526 | 27,49 | 5.040  | 51.07 |  |  |  |  |  |  |
| Surangel S. Whipps                |                                   | Billy Kuartei      |  | 2.248 | 24,47 |        |       |  |  |  |  |  |  |
| Joshua Koshiba                    |                                   | Jackson Ngiraingas |  | 1.387 | 15,10 |        |       |  |  |  |  |  |  |
|                                   |                                   |                    |  |       |       |        |       |  |  |  |  |  |  |
| Gültige Stimmen                   | Gültige Stimmen                   |                    |  | 9.188 | 98,85 | 9.868  | 94,26 |  |  |  |  |  |  |
| Ungültige Stimmen                 | Ungültige Stimmen                 |                    |  | 107   | 1,15  | 601    | 5,74  |  |  |  |  |  |  |
| Gesamt                            | Gesamt                            |                    |  |       |       | 9.295  | 100   |  |  |  |  |  |  |
| Nichtwähler                       | Nichtwähler                       |                    |  |       |       | 4.994  | 26,73 |  |  |  |  |  |  |
| Wahlberechtigte / Wahlbeteiligung | Wahlberechtigte / Wahlbeteiligung |                    |  |       |       | 14.289 | 73,27 |  |  |  |  |  |  |

### Senat
Surangel Whipps, Jr. erreichte ein historisches Ergebnis, da er der erste Senator ist, welcher durch write-in (Einschreiben) gewann und, weil er den höchsten Prozentanteil der Stimmen (65,2 %) auf sich vereinigen konnte. Ein ähnliches Ergebnis hatte zuletzt sein Vater Surangel S. Whipps mit 73,5 % erzielt.
Die 13 Sitze der Senatoren wurden mit 10.469 Stimmen gewählt. Der Senat wurde um vier Sitze aufgestockt.

#### Senatoren
1. Surangel Whipps Jr. (6.461)
2. Raynold "Arnold" Oilouch (6.073)
3. Mlib Tmetuchel (5.360)
4. Joel Toribiong (5.086)
5. Katharine Kesolei (4.947)
6. Mark U. Rudimch (4.891)
7. Hokkons Baules (4.437)
8. Adalbert Eledui (3.934)
9. Regina Mesebeluu (3.731)
10. Alfonso N. Diaz (3.603)
11. Thomas Remengesau Jr. (3.579)
12. Regis Akitaya (3.144)
13. Paul Ueki (3.044)

### House of Delegates
Die Kandidaten für das House of Delegates traten alle als unabhängige an. Die 16 Sitze wurden durch 5.853 Stimmen ermittelt. Ungültig waren 243 Stimmen, die gesamte Wählerschaft bestand aus 14.289 Personen.

#### Delegierte
| Wahlkreis    | Delegierter          |
| ------------ | -------------------- |
| Koror        | Alexander Merep      |
| Airai        | Tmewang Rengulbai    |
| Kayangel     | Noah Kemesong        |
| Ngarchelong  | Marhence Madrangchar |
| Ngaraard     | Gibson Kanai         |
| Ngiwal       | Noah Idechong        |
| Melekeok     | Lencer Basilius      |
| Ngchesar     | Secilil Eldebechel   |
| Ngardmau     | Rebluud Kesolei      |
| Ngaremlengui | Swenny Ongidobel     |
| Ngatpang     | Jerry Nabeyama       |
| Aimeliik     | Kalistus Ngirturong  |
| Peleliu      | Jonathan Isechal     |
| Angaur       | Horace Rafael        |
| Sonsorol     | Celestine Yangilmau  |
| Hatohobei    | Wayne Andrew         |